# Glas (entreprise)
Hans Glas GmbH est un ancien constructeur allemand d'automobiles basé à Dingolfing.

## Productions

### Voitures
- Glas GT
- Glas V8
- Glas 1700
- Glas Goggomobil
- Glas Isar
- Glas 1004/1204/1304